# Les Ollières-sur-Eyrieux
Pour les articles homonymes, voir Ollières (homonymie).
Ne doit pas être confondu avec Les Ollières.
Les Ollières-sur-Eyrieux sont une commune française, située dans le département de l'Ardèche en région Auvergne-Rhône-Alpes.

## Géographie

### Situation et description
Située dans la vallée de l'Eyrieux, à quelques kilomètres de Privas, la commune, qui présente un aspect essentiellement rural, est rattachée à la communauté d'agglomération Privas Centre Ardèche.

### Climat
Pour des articles plus généraux, voir Climat d'Auvergne-Rhône-Alpes et Climat de l'Ardèche.
En 2010, le climat de la commune est de type climat méditerranéen franc, selon une étude du CNRS s'appuyant sur une série de données couvrant la période 1971-2000. En 2020, Météo-France publie une typologie des climats de la France métropolitaine dans laquelle la commune est dans une zone de transition entre le climat de montagne et le climat méditerranéen et est dans la région climatique Moyenne vallée du Rhône, caractérisée par un bon ensoleillement en été (fraction d’insolation > 60 %), une forte amplitude thermique annuelle (4 à 20 °C), un air sec en toutes saisons, orageux en été, des vents forts (mistral), une pluviométrie élevée en automne (250 à 300 mm).
Pour la période 1971-2000, la température annuelle moyenne est de 12,6 °C, avec une amplitude thermique annuelle de 17,7 °C. Le cumul annuel moyen de précipitations est de 1 120 mm, avec 7,1 jours de précipitations en janvier et 5,1 jours en juillet. Pour la période 1991-2020, la température moyenne annuelle observée sur la station météorologique de Météo-France la plus proche, « Gluiras Rad », sur la commune de Gluiras à 9 km à vol d'oiseau, est de 11,2 °C et le cumul annuel moyen de précipitations est de 1 201,5 mm,. Pour l'avenir, les paramètres climatiques de la commune estimés pour 2050 selon différents scénarios d'émission de gaz à effet de serre sont consultables sur un site dédié publié par Météo-France en novembre 2022.

### Hydrographie
Le territoire de la commune est bordé par l'Eyrieux, un affluent du Rhône, en sa rive droite.

### Voies de communication
Le territoire communal est traversé d'est en ouest par la route départementale 120 (RD120).

## Urbanisme

### Typologie
Au 1er janvier 2024, Les Ollières-sur-Eyrieux sont catégorisées commune rurale à habitat dispersé, selon la nouvelle grille communale de densité à sept niveaux définie par l'Insee en 2022.
Elle est située hors unité urbaine et hors attraction des villes,.

### Occupation des sols
L'occupation des sols de la commune, telle qu'elle ressort de la base de données européenne d’occupation biophysique des sols Corine Land Cover (CLC), est marquée par l'importance des forêts et milieux semi-naturels (62,8 % en 2018), une proportion sensiblement équivalente à celle de 1990 (63,5 %). La répartition détaillée en 2018 est la suivante :
forêts (59,2 %), zones urbanisées (14,6 %), zones agricoles hétérogènes (13,3 %), prairies (9,4 %), milieux à végétation arbustive et/ou herbacée (3,5 %).
L'évolution de l’occupation des sols de la commune et de ses infrastructures peut être observée sur les différentes représentations cartographiques du territoire : la carte de Cassini (XVIIIe siècle), la carte d'état-major (1820-1866) et les cartes ou photos aériennes de l'IGN pour la période actuelle (1950 à aujourd'hui).

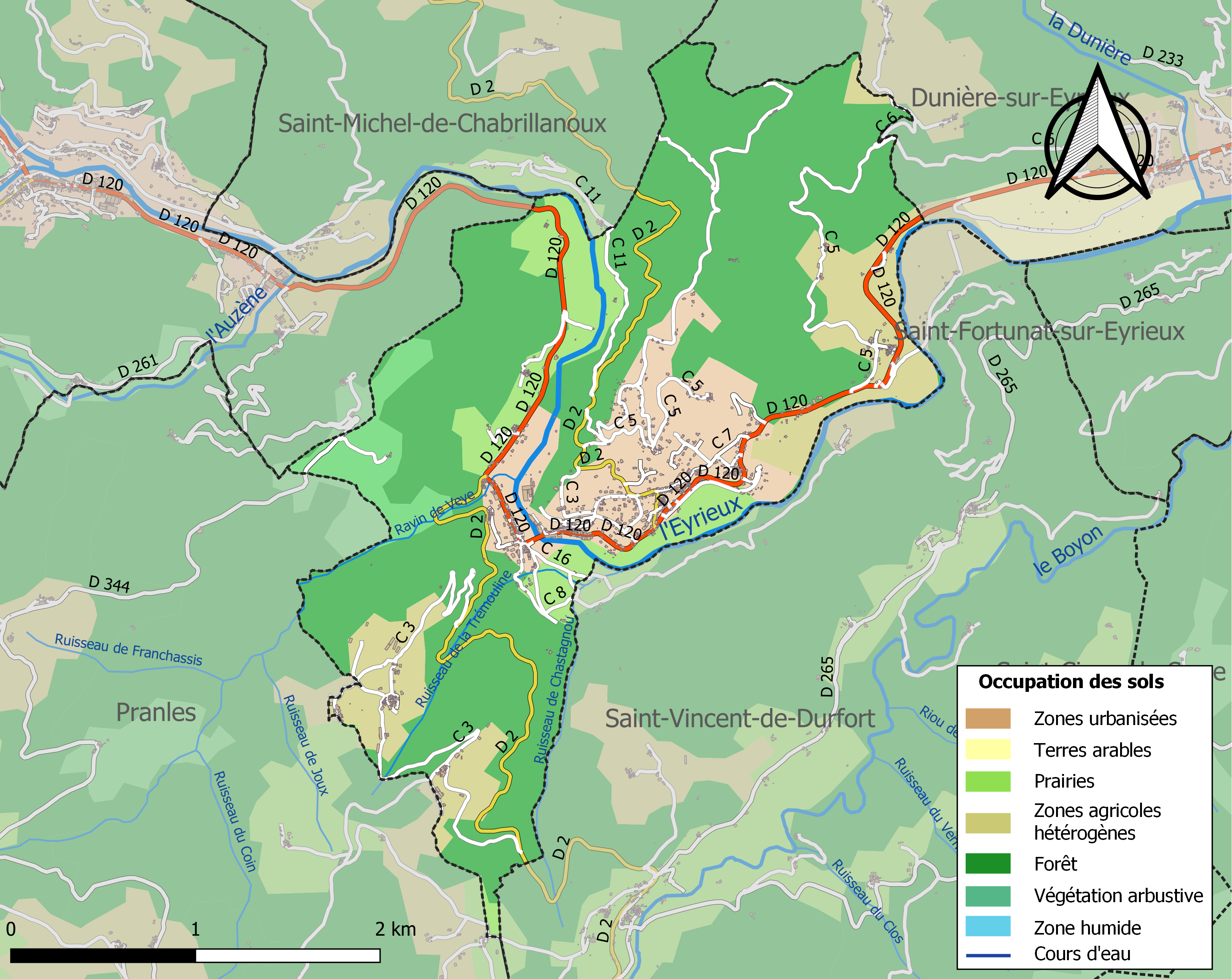
Carte des infrastructures et de l'occupation des sols de la commune en 2018 (CLC).
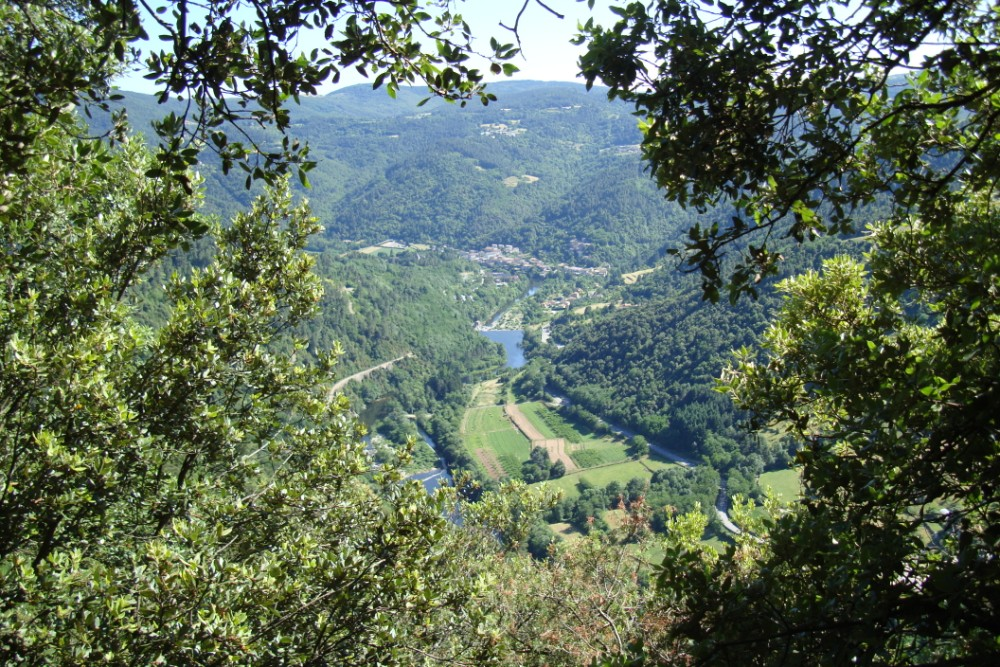
Vue du village.

### Risques naturels

#### Risques sismiques
Selon son PLU (Plan d'Urbanisme Local), l'ensemble du territoire de la commune des Ollières-sur-Eyrieux est situé en zone de sismicité no 2 (sur une échelle de 5), comme la plupart des communes situées sur le plateau et la montagne ardéchoise, mais non loin de la zone de sismicité no 3 située à l'est du département et plus précisément aux abords de la vallée du Rhône.
| Type de zone | Niveau           | Définitions (bâtiment à risque normal) |
| ------------ | ---------------- | -------------------------------------- |
| Zone 2       | Sismicité faible | accélération = 1,1 m/s2                |

## Toponymie
Les Ollières-sur-Eyrieux tiennent probablement leur nom des « oulières », lieu où l'on fabrique les oules ou marmites. Ce qui semble témoigner de la présence de potiers à l'origine du village.

## Histoire
L'existence du village est antérieure au XIIe siècle.
Vers 1720, Les Ollières-sur-Eyrieux ont vu se créer un grand centre de moulinage (traitement de la soie), à l'époque où la culture du mûrier commençait à s'implanter dans la région. Au XIXe siècle, l'industrie de la soie n'a cessé de se développer, avec des usines de moulinage, de tissage, puis de mécanique, appartenant à la famille Fougeirol. Edouard Fougeirol, maire des Ollières, a occupé un siège de sénateur, aux débuts de la Troisième République. Les usines ont donné du travail à plusieurs centaines d'ouvriers et d'ouvrières, venus des communes environnantes. La création par les Chemins de fer départementaux (C.F.D.) d'une ligne de chemin de fer à voie étroite, allant de La Voulte-sur-Rhône à Dunières, en Haute-Loire, a beaucoup facilité cette activité industrielle. Au début du XXe siècle, la région des Ollières, et plus largement la vallée de l'Eyrieux, a développé la culture de la pêche de qualité, exportée jusqu'en Angleterre.

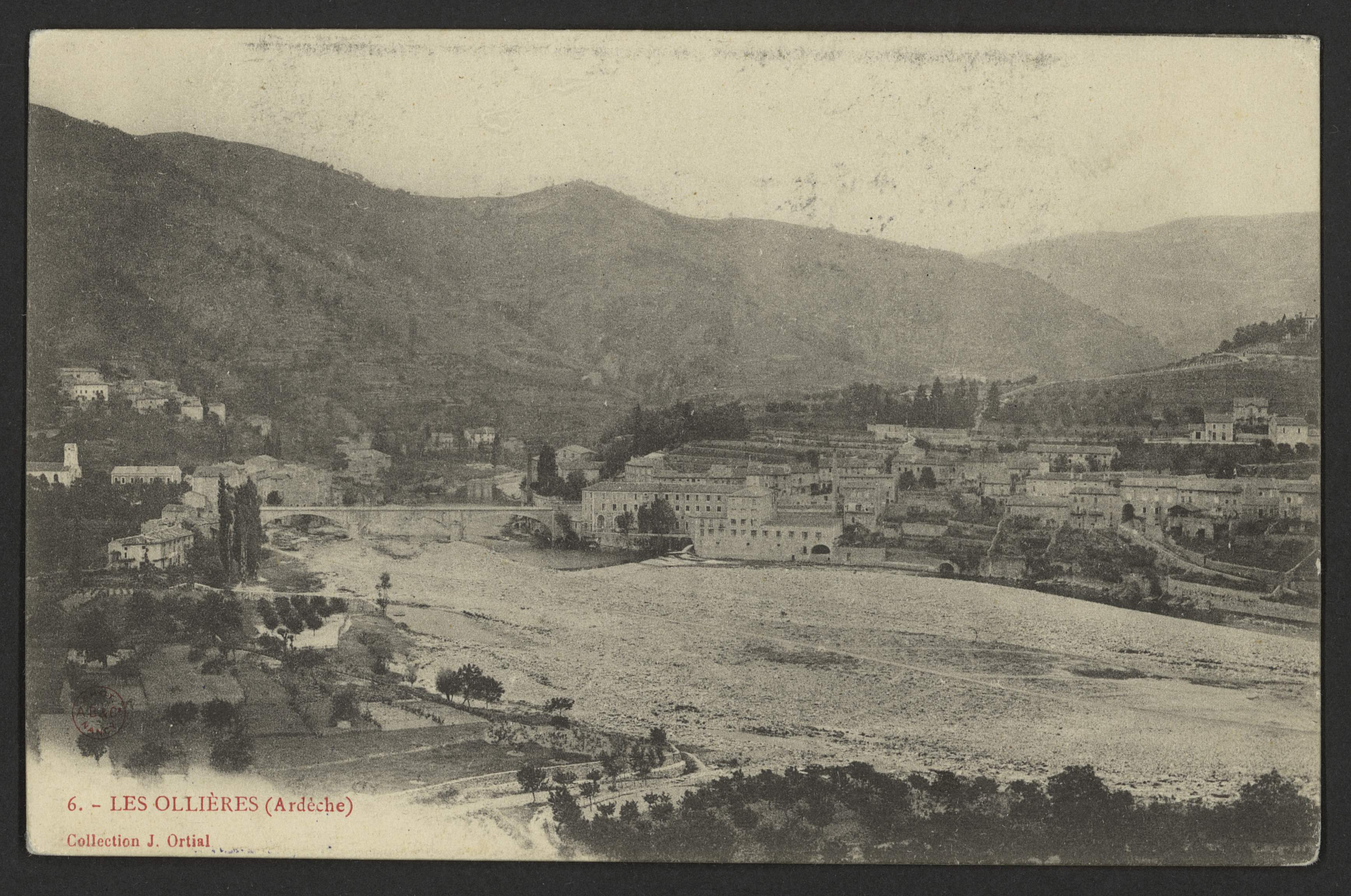
Photo ancienne des Ollières-sur-Eyrieux.

En 1944, nombreux sont les Ollièrois à avoir rejoint les maquis des environs, ce qui valut au village d'être bombardé par les Allemands. Une bombe de 50 kg non explosée trônait au-dessus de l'entrée des bureaux, elle était encore présente en août 2014. 
Voie d'accés au Cheylard, "capitale" de la Résistance avec le Comité Départemental de Libération, Les Ollieres seront bombardés par l'aviation allemande le 29 juin ainsi que Saint Vincent de Durfort. Une colonne allemande sèmera la terreur sur Pranles, Saint Vincent de Durfort, Les Ollieres, Flaviac, Saint Julien en Saint Alban.
Clairement opération de représailles après deux précédentes tentatives de reconnaissance via le col du Moulin à Vent, les troupes allemandes avec leurs supplétifs "Mongols" (en fait probablement des éléments azerbaidjanais de la Freiewilligen 802) assassineront Maurice Magendie à Saint Vincent de Durfort et commettront une cinquantaine de viols sur leur parcours ainsi que vols et incendie.
Le maquisard Paul Chave de Saint Michel de Chabrillanoux sera arrété ce même jour à Saint Vincent de Durfort, emmené à Valence on perd sa trace le 5 juillet, probablement fusillé.
La commune fait partie des dix ardéchoises citées "à l'ordre de la Nation à la suite des évènements de la guerre 1939-1945 et en raison des sacrifices consentis par leur population à la cause de la Libération". Les autres communes honorées étant : Annonay, Baix, Banne, Bourg Saint Andéol, Labastide de Virac, Le Pouzin, Tournon, Vallon)
Les dégâts du bombardement étaient encore visible en 1962.
Le déclin industriel, amorcé dès la fin de la Première Guerre mondiale, s'est accéléré après la seconde. Le train a cessé de fonctionner le 31 octobre 1968, stoppant alors les deux locomotives vapeur Mallet, plusieurs autorails Billard et De Dion Bouton et un locotracteur neuf livré en 1963.
Aujourd'hui, Les Ollières-sur-Eyrieux sont devenues une station de vacances avec quelques gîtes et deux campings à taille humaine qui ont assimilé naturellement le tourisme durable. Le village reste connu pour ses productions de pêche et de pommes de terre.
En 1907, la commune se divise pour former l'actuelle commune des Ollières-sur-Eyrieux et la commune de Dunière-sur-Eyrieux.
Le village compte deux édifices religieux (catholique et protestant)

## Politique et administration

### Liste des maires
| Période                                  | Période                     | Identité               | Étiquette | Qualité                                               |
| ---------------------------------------- | --------------------------- | ---------------------- | --------- | ----------------------------------------------------- |
| Les données manquantes sont à compléter. |                             |                        |           |                                                       |
| 1822                                     | 1827                        | Jean-Baptiste Masclary |           | Notaire                                               |
| 1827                                     | 1843                        | Joseph Masclary        |           | Notaire                                               |
| 1843                                     | 1852                        | Julien Digonnet        |           | Moulinier                                             |
| 1852                                     | 1868                        | Frédéric Masclary      |           | Notaire                                               |
| 1868                                     | 1870                        | Auguste Fougeirol      |           | Industriel                                            |
| 1870                                     | 1908                        | Édouard Fougeirol      |           | Industriel (filateur et moulinier) Député (1883-1896) |
| 1908                                     | 1912                        | Edmond Fougeirol       |           | Industriel                                            |
| 1912                                     | 1943                        | Georges Fougeirol      |           | Industriel                                            |
| 1943                                     | 1945                        | Georges Chazalet       |           |                                                       |
| 1945                                     | 1970                        | Jean Fougeirol         |           | industriel                                            |
| 1970                                     | 1998                        | Jacques Massip         | PS        | Médecin                                               |
| 1998                                     | 2014                        | Gilbert Valette        | PS        | Agriculteur                                           |
| 2014                                     | En cours (au 24 avril 2014) | Hélène Baptiste        | DVG       | Professeure des écoles                                |

## Population et société

### Démographie
L'évolution du nombre d'habitants est connue à travers les recensements de la population effectués dans la commune depuis 1793. Pour les communes de moins de 10 000 habitants, une enquête de recensement portant sur toute la population est réalisée tous les cinq ans, les populations de référence des années intermédiaires étant quant à elles estimées par interpolation ou extrapolation. Pour la commune, le premier recensement exhaustif entrant dans le cadre du nouveau dispositif a été réalisé en 2006.

En 2022, la commune comptait 1 020 habitants, en évolution de +3,76 % par rapport à 2016 (Ardèche : +2,48 %, France hors Mayotte : +2,11 %).
| 1793 | 1800 | 1806 | 1821  | 1831  | 1836  | 1841  | 1846  | 1851  |
| ---- | ---- | ---- | ----- | ----- | ----- | ----- | ----- | ----- |
| 860  | 921  | 905  | 1 024 | 1 138 | 1 226 | 1 205 | 1 348 | 1 467 |

| 1856  | 1861  | 1866  | 1872  | 1876  | 1881  | 1886  | 1891  | 1896  |
| ----- | ----- | ----- | ----- | ----- | ----- | ----- | ----- | ----- |
| 1 368 | 1 405 | 1 352 | 1 431 | 1 452 | 1 387 | 1 470 | 2 309 | 1 872 |

| 1901  | 1906  | 1911  | 1921  | 1926  | 1931  | 1936  | 1946  | 1954 |
| ----- | ----- | ----- | ----- | ----- | ----- | ----- | ----- | ---- |
| 1 920 | 1 968 | 1 272 | 1 154 | 1 194 | 1 200 | 1 110 | 1 017 | 993  |

| 1962  | 1968 | 1975 | 1982 | 1990 | 1999 | 2006 | 2011 | 2016 |
| ----- | ---- | ---- | ---- | ---- | ---- | ---- | ---- | ---- |
| 1 015 | 960  | 788  | 793  | 769  | 797  | 883  | 942  | 983  |

| 2021  | 2022  | - | - | - | - | - | - | - |
| ----- | ----- | - | - | - | - | - | - | - |
| 1 015 | 1 020 | - | - | - | - | - | - | - |

### Enseignement
La commune est rattachée à l'académie de Grenoble.

### Médias
La commune est située dans la zone de distribution de deux organes de la presse écrite régionale :
- L'Hebdo de l'Ardèche, journal hebdomadaire français basé à Valence et diffusé à Privas et dans son agglomération depuis 1999. Il couvre l'actualité de tout le département de l'Ardèche.
- Le Dauphiné libéré, journal quotidien de la presse écrite française régionale distribué dans la plupart des départements de l'ancienne région Rhône-Alpes, notamment l'Ardèche. La commune est située dans la zone d'édition de Privas.

### Cultes
L'église (propriété de la commune) et la communauté catholique des Ollières-sur-Eyrieux sont rattachées à la paroisse catholique de « Sacré Cœur en Val d’Eyrieux », elle même rattachée au diocèse de Viviers.

## Culture locale et patrimoine

### Lieux et monuments
- Église Saint-François-Régis des Ollières-sur-Eyrieux.

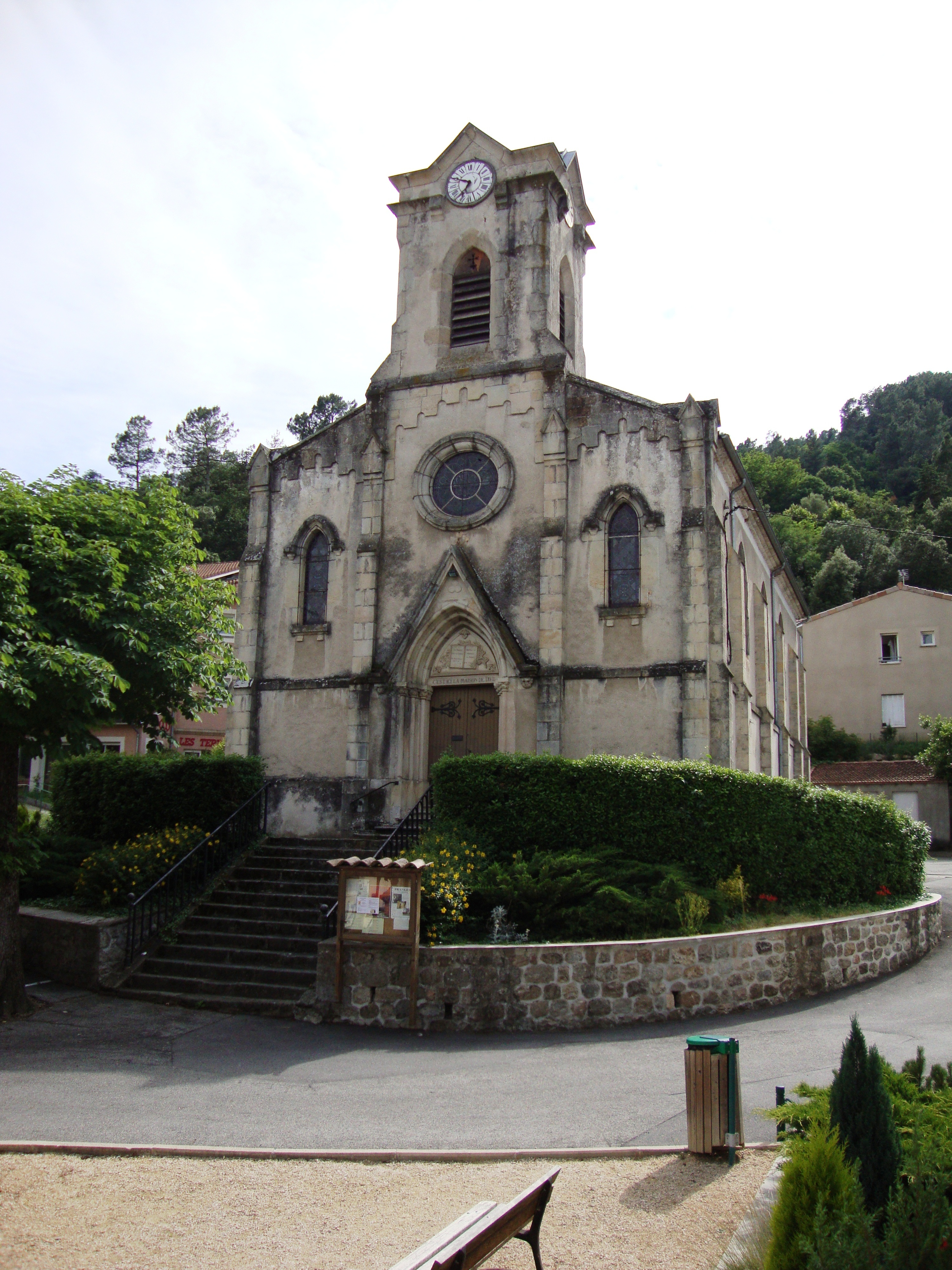
Le Temple protestant.
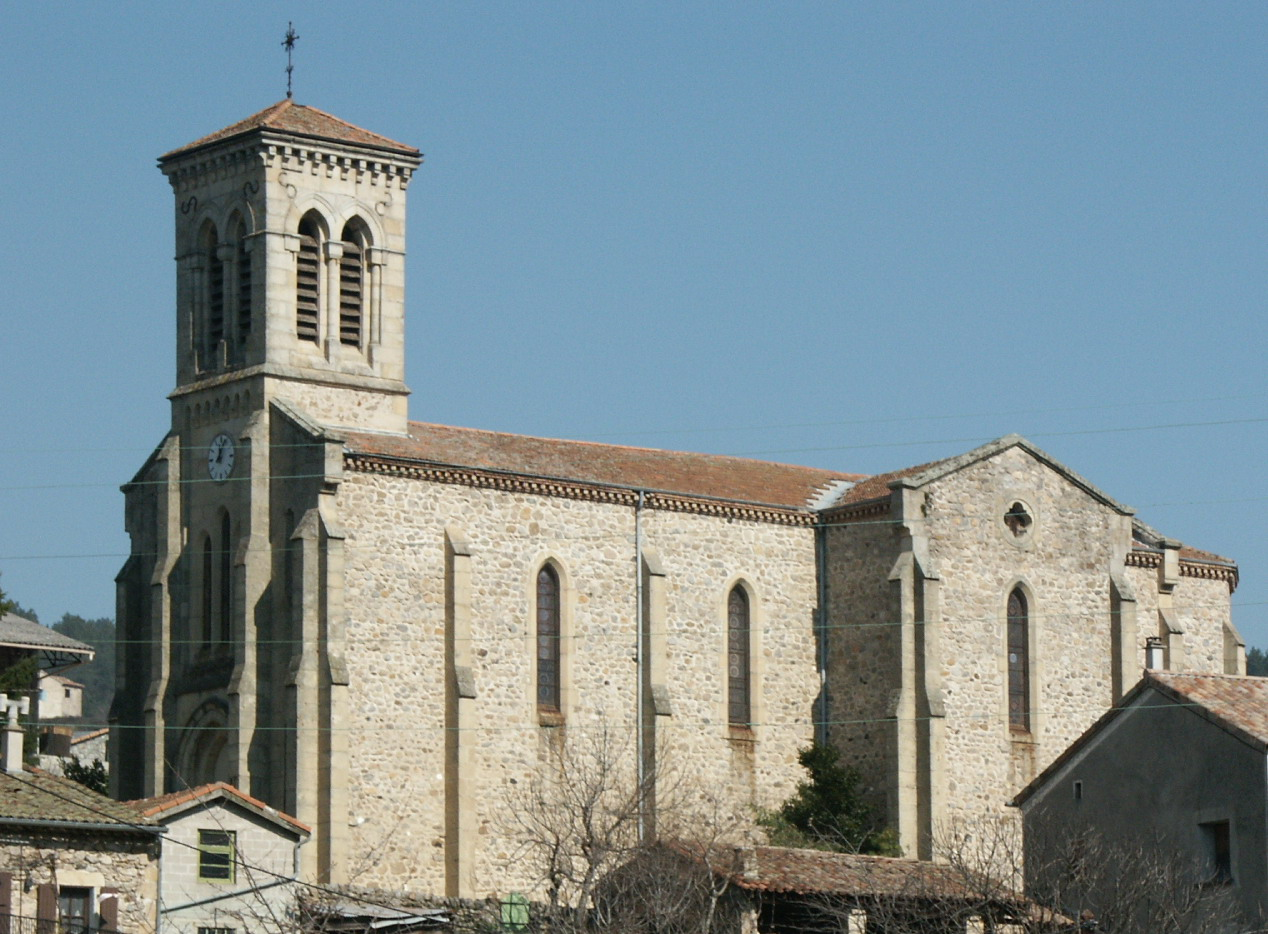
Église Saint-François-Régis.

### Personnalités liées à la commune
- Édouard Fougeirol, homme politique français, originaire de la commune (1843-1912).
- Angèle Hug, kayakiste et céiste médaillée d'argent au kayak-cross lors des Jeux olympiques d'été de 2024 à Paris.

### Héraldique
|  | Les Ollières-sur-Eyrieux possède des armoiries dont l'origine et le blasonnement exact ne sont pas disponibles. |